# Glastonbury (Connecticut)
Glastonbury es un pueblo ubicado en el condado de Hartford en el estado estadounidense de Connecticut. En el año 2010 tenía una población de 34,427 habitantes y una densidad poblacional de 250 habitantes por km².
Forma parte del área metropolitana de la ciudad de Hartford, capital del estado.

## Geografía
Glastonbury se encuentra ubicada en las coordenadas 41°41′13″N 72°32′41″O / 41.68694, -72.54472.

## Demografía
Según la Oficina del Censo en 2000 los ingresos medios por hogar en la localidad eran de $58,947, y los ingresos medios por familia eran $88,881. Los hombres tenían unos ingresos medios de $61,780 frente a los $43,646 para las mujeres. La renta per cápita para la localidad era de $35,293. Alrededor del 2.2% de la población estaban por debajo del umbral de pobreza.